# Línea de contacto del Alto Karabaj

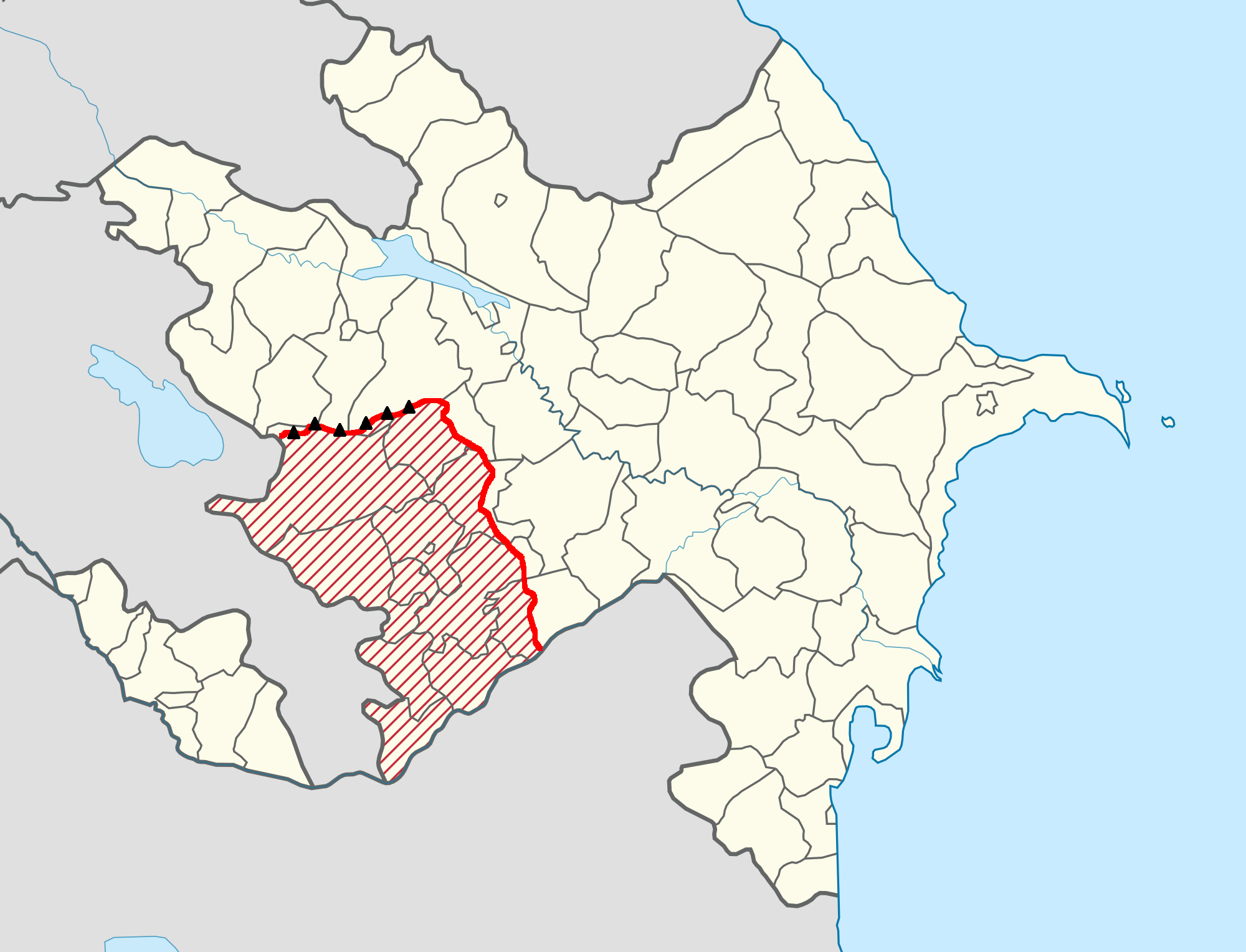
La línea de contacto del Alto Karabaj en rojo con la cordillera de Murovdag, en gran parte sin vigilancia, en el norte.

La línea de contacto (en armenio: շփման գիծ, shp'man gits, en azerí: təmas xətti) del Alto Karabaj separaba las fuerzas armenias (Ejército de Defensa de Artsaj) y las Fuerzas Armadas de Azerbaiyán en el conflicto del Alto Karabaj desde el fin de la guerra de 1994 hasta el conflicto del 2020. Se formó a raíz del alto el fuego de mayo de 1994 que puso fin a la guerra del Alto Karabaj (1988-1994). La cordillera de Murovdag era la parte norte de la línea de contacto y era esencialmente una frontera natural entre las dos fuerzas. Su longitud era de entre 180 kilómetros (111,8 mi) y 200 kilómetros (124,3 mi).

## Terminología
La locución «línea de contacto» se utilizaba ampliamente en documentos y declaraciones oficiales, incluso en el Grupo de Minsk de OSCE.
Algunos analistas armenios alientaban a evitar la locución «línea de contacto», llamándola una «frontera estatal» entre Artsaj y Azerbaiyán. El periodista y autor independiente Tatul Hakobyan la describió como una frontera estatal de Azerbaiyán y Artsaj y señalaba que «línea de contacto» es la locución usada en el léxico internacional.
En Azerbaiyán a menudo se denominaba «línea de ocupación» de acuerdo con la designación del Alto Karabaj como territorio ocupado.

## Descripción
La línea de contacto fue, inmediatamente después del alto el fuego, una "zona relativamente tranquila con alambre de púas y soldados ligeramente armados sentados en trincheras", según Thomas de Waal. También hubo una tierra de nadie relativamente grande después del alto el fuego de varios kilómetros de ancho en algunos lugares. Se redujo a unos pocos cientos de metros en la mayoría de las áreas de la línea de contacto debido al despliegue azerbaiyano en la antigua zona neutral. Por el contrario, en 2016, había unos 20.000 hombres a cada lado de la línea de contacto fuertemente militarizada. Desde el alto el fuego, se ha convertido en tierra de nadie fuertemente militarizada, fortificada y minada y zona de amortiguación de trincheras. Según de Waal, es "la zona más militarizada de Europa" y una de las tres zonas más militarizadas del mundo (junto con Cachemira y Corea). Las trincheras a lo largo de la línea de contacto se han comparado ampliamente con las de la Primera Guerra Mundial.
La línea era supervisada periódicamente por un grupo de seis observadores de la OSCE, encabezados por Andrzej Kasprzyk de Polonia. Hay intercambios de disparos prácticamente a diario, con violaciones significativas del alto al fuego en varias ocasiones, caracterizadas por combates de baja intensidad. Se produjeron enfrentamientos importantes en abril de 2016, cuando, por primera vez desde el alto el fuego, la línea de contacto se cambió, aunque no de manera significativa. Según Laurence Broers de Chatham House "aunque fragmentos de territorio cambiaron de mano por primera vez desde 1994, poco de importancia estratégica parece haber cambiado sobre el terreno". Los enfrentamientos de 2016 también marcaron la primera vez desde el alto el fuego de 1994 en utilizarse artillería pesada, mientras que en el conflicto del Alto Karabaj de 2020 se utilizó artillería pesada, armas blindadas y aviones no tripulados.

## Impacto
Según Kolosov y Zotova (2020), "el despliegue de unidades militares a lo largo de la línea de separación, el régimen especial de la zona fronteriza en ambos lados, las constantes escaramuzas y la destrucción durante la guerra e inmediatamente después de varias ciudades y otros asentamientos convirtieron los territorios fronterizos en un desierto económico ".
Según el International Crisis Group, los 150.000 armenios de Karabaj están "al alcance de los misiles y proyectiles de artillería azerbaiyanos", mientras que alrededor del doble de azerbaiyanos (300.000) "viven en la zona de 15 km de ancho a lo largo del lado azerbaiyano de la línea de contacto."